# Вергіна
Вергі́на (грец. Βεργίνα Vergína [verˈʝina]) — грецьке місто у номі Іматія. Знаходиться за 85 км від м. Салоніки у Центральній Македонії. Перша столиця Стародавньої Македонії, заснована Архелаєм та названа ним Егесом, або Егі.

## Історія

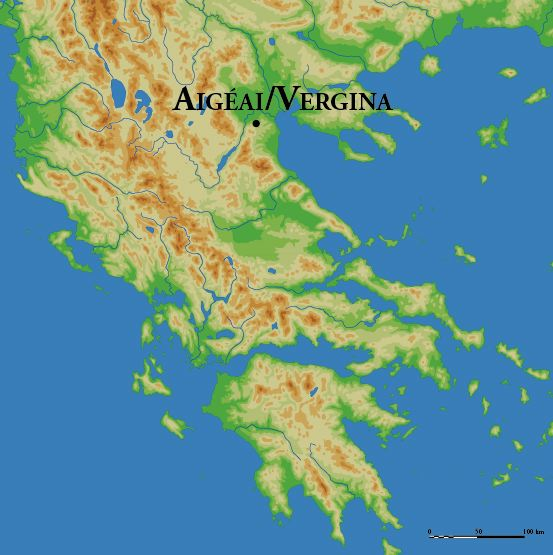
Егі (Вергіна) на мапі Греції

Сучасне місто Вергіна було засноване 1922 р. Давнє ж місто Егі було знайдене під час розкопок 1977 грецьким археологом професором Манолісом Андронікосом — він натрапив на кілька царських поховань та дослідив їх.
Навіть після того, як столиця і резиденція македонських царів була перенесена до Пелли, це місце залишалося національною святинею і усипальницею царів. Існувало повір'я: династія повинна була загинути, якщо хто-небудь з царів буде похований в іншому місці. Випадково чи ні, але розпад держави і загибель династії стався після того, як син Філіппа II, Александр Македонський, помер в 323 до н. е. та був похований в Александрії Єгипетській. Більшість царських поховань були розграбовані у 274 до н. е. галльськими найманцями, поставленими царем Пірром їх охороняти.
Македонські гробниці, що відносяться до пізньому класичного та елліністичного періодів, будувалися з місцевого пористого каменю, пізніші й багатіші з них нагадували класичні храми з колонами. Двері, як правило, робилися з мармуру і підвішувалися на залізних петлях, всередині гробниці знаходилися мармурові лави і трони, стіни були оштукатурені і розфарбовані. Фасад підземної споруди також міг бути покритий фресками.
Найвражаючою знахідкою професора Андронікоса була гробниця царя Філіппа II, знайдена непограбованою. Поховання македонського царя та ще три гробниці вкривав курган. Всередині був знайдений золотий саркофаг з останками царя Філіппа, золота царська корона та діадема, зброя царя тощо. Поруч був знайдений інший золотий ларець із останками цариці Клеопатри, однієї з семи дружин Філіппа, яка була вбита невдовзі після смерті Філіппа.
Недоторканою залишилась і, так звана, «гробниця принца», розфарбована у блакитні та червоні кольори із зображенням колісниць та вершників, гробниця Александра IV — сина Александра Великого та Роксани, якого було вбито у віці 13 років.
Були також знайдені мініатюрні портретні зображення членів царської династії зі слонової кістки. Знахідки ці експонуються в археологічному музеї. Загалом давньогрецькі поховання у Вергіні налічують більше 300 поховальних камер, так званих, «тумулі». Деякі з них датуються 9 ст. до н. е.

## Сучасні розкопки
- У листопаді 2009 року науковцями Університету Аристотеля в Салоніках, серед яких професор Панайотіс Факларіс, на глибині 4,5 м був знайдений фрагмент міського муру висотою близько 190 см, що очевидно оточував усе давньомакедонське місто.[6] За офіційним повідомленням дослідників, судячи із використаних архітектурних елементів, цей фрагмент муру був зведений у добу царя Кассандра. Окрім муру були знайдені 5 сходинок, 2 башти, якими був укріплений мур[7], а також артефакти, датовані 21-м століттям до нашої ери.
- У жовтні 2014 року була виявлена посмертна маска Філіпа II, яку носив македонський цар і за життя як архієрей орфічних містерій. Це була складна конструкція з декількох шарів різних матеріалів, яку цар одягав під час проведення культових церемоній. Перед кремацією маску поклали на його обличчя [8].
- У 2014 році Ангеліка Коттаріді, керівник розкопок в Вергіне, повідомила про те, що знайдена македонська гробниця часів Александра Великого. Могила не була розграбована, збереглася повністю колекція похоронних дарів, які пізніше будуть виставлені в новому музеї в Вергіні [9].